# Laurembergia
Laurembergia là một chi thực vật có hoa trong họ Haloragaceae.